# Zilog Z80000
A Z80000 egy Zilog-gyártmányú 32 bites mikroprocesszor. A cég 1986-ban jelentette meg. Ez lényegében 16 bites elődje, a Zilog Z8000 32 bitre kiterjesztett változata. Multiprocesszálási lehetőséggel is rendelkezik, tehát két vagy több processzor együtt tud működni, többprocesszoros rendszert alkotva; hatfokozatú 
utasítás-futószalag (instruction pipeline) és 256 bájtos CPU gyorsítótár van benne. Memóriakezelő rendszere 4 
GiB RAM elérését teszi lehetővé. A reklámszlogenje szerint ez az „egyetlen lapkán megvalósított nagyszámítógép” sokban hasonlít ill. sok jellemzőjében megfelel az Intel 80386-os processzorának. A processzor képes a Z8000 számára írt kódot végrehajtani, de nem kompatibilis az Intel x86 architektúrájával, és nem kompatibilis a Z80-as architektúrával sem.

## Jellemzői
Tizenhat darab 32 bites általános célú regisztere van, amelyek akkumulátorként, index-értékekként vagy memóriacímekként használhatók. A regiszterek közül kettő a veremmutató (stack pointer) és keretmutató (frame pointer) szerepét tölti be a procedúrahívásoknál, a CALL, ENTER, EXIT és RETURN utasításokban. A programszámláló (program counter) egy ezeken felüli 32 bites speciális regiszter. A processzor állapotszava 16 bites. Ezeken felül 9 speciális regisztere van, amelyek a memóriakezelésben, rendszerkonfigurációban és a CPU vezérlésében játszanak szerepet.
A regiszterek egy 64 bájt méretű regiszterfájlba vannak szervezve, amelyen belül bájtos, szavas, hosszúszavas (longword) és négyszavas (quadword) egységekbe szervezhetők az adatok, és ilyen típusú regiszterekként is kezelhetők; pl. a legalsó bájtos regiszterekre RL0, RH0, RL1, RH1 jelöléssel lehet hivatkozni, ugyanezekre az elemekre a szavas (16 bites) méretű R0 és R1 regiszterekkel, vagy a négyszavas méretű RR0 regiszterrel is lehet hivatkozni, de az R0, R1, R2, R3 szavas regiszterek együtt alkotják az RQ0 négyszavas regisztert.
A processzor mellett egy beépített MMU, memóriakezelő egység is található, amely védett memóriát biztosít a többfeladatos működéshez, és virtuális memóriát is kezel, amivel a RAM tartalma ideiglenesen a háttértárolóra (hard disk) írható.
A processzornak három memóriahozzáférési módszere van:
- kompakt mód (compact mode) – ez kisebb programok számára előnyös, amelyek max. 64 KiB memóriát címezhetnek (ez megfelel a Z8000-es nem-szegmentált üzemmódjának)
- szegmentált mód (segmented mode) – 32 768 db., egyenként 64 KiB méretű szegmens, vagy 128 db. 16 MiB méretű szegmens használatát biztosítja, ami összesen 2 GiB memória kezelését teszi lehetővé
- lineáris mód (linear mode) – a maximálisan 4 GiB-os összefüggő memória elérése, folyamatos címzése.

A processzort több más, de leginkább a Z8000-es processzorhoz kapcsolódó integrált áramkörrel való együttműködés szem előtt tartásával tervezték, így pl. könnyedén illeszthető hozzá a Zilog Z8070 lebegőpontos koprocesszor.
A Z-320 a Z80000 CMOS technológiával megvalósított változata.

## Fordítás
- Ez a szócikk részben vagy egészben  a   Zilog Z80000 című angol Wikipédia-szócikk ezen változatának fordításán alapul.  Az eredeti cikk szerkesztőit annak laptörténete sorolja fel. Ez a jelzés csupán a megfogalmazás eredetét és a szerzői jogokat jelzi, nem szolgál a cikkben szereplő információk forrásmegjelöléseként.